# 久田野車站
久田野車站（日语：／ Kutano eki */?）是由東日本旅客鐵道（JR東日本）所經營的鐵路車站，位於日本福島縣白河市久田野。本站是JR東日本東北本線沿線的無人車站，運務方面由仙台支社負責管轄。

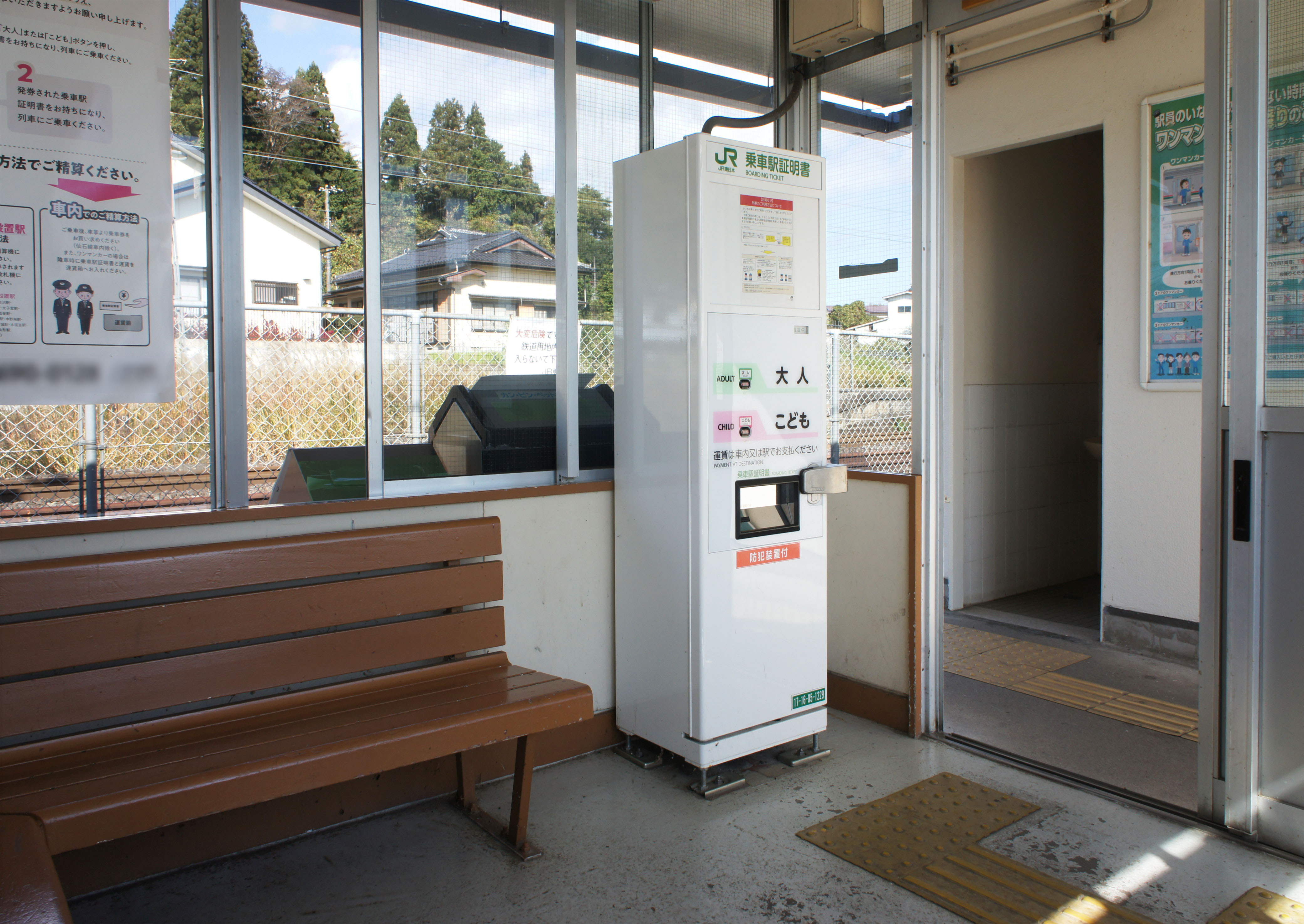
候車室(2021年10月)

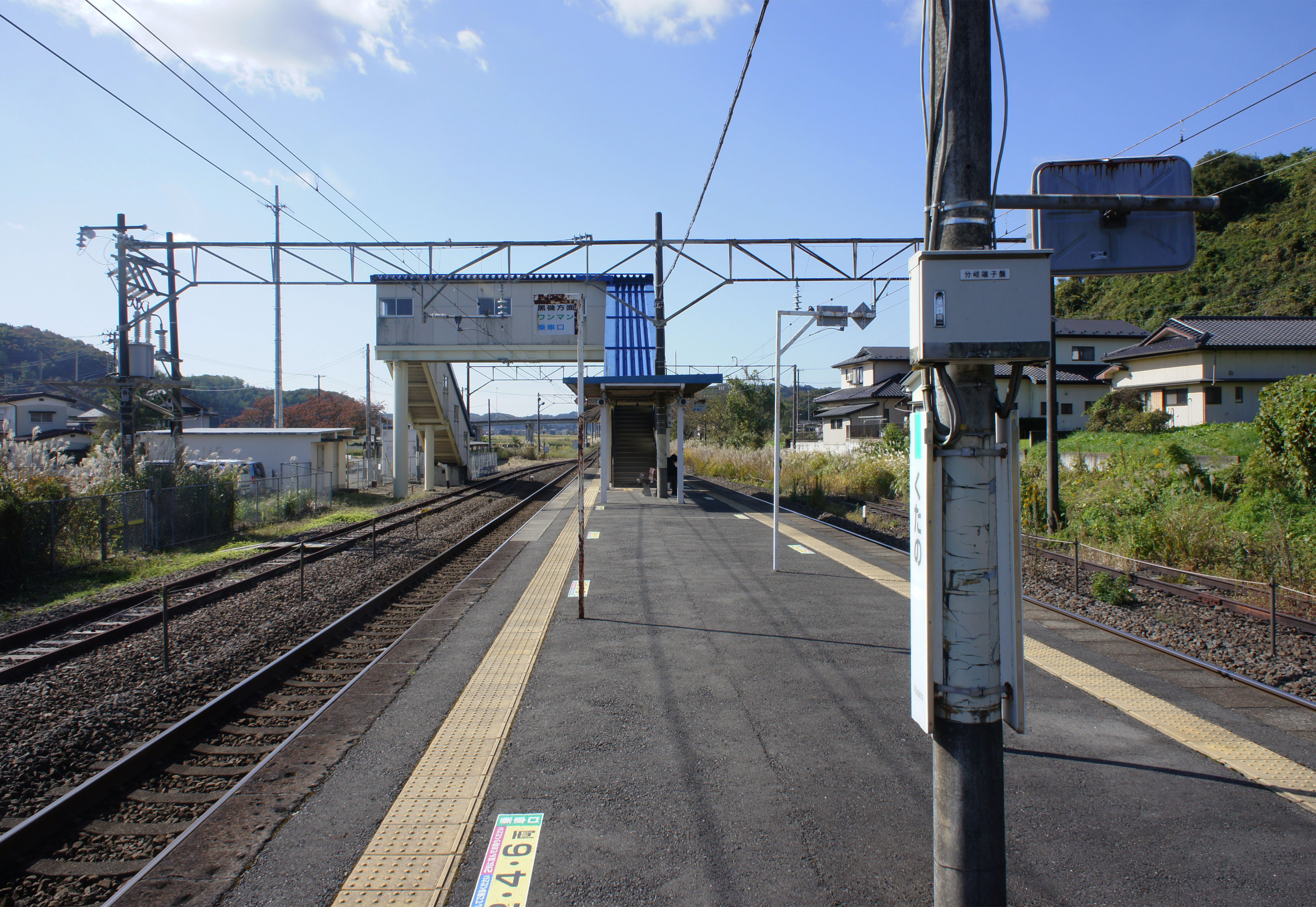
月台(2021年10月)

## 車站結構
本站為島式月台1面2線的地面車站，站房與月台以跨線天橋聯絡。此站是由新白河站管理的無人站，站內設有自動售票機。

### 月台配置
| 月台 | 路線      | 方向 | 目的地   |
| ---- | --------- | ---- | -------- |
| 1    | ■東北本線 | 上行 | 黑磯方向 |
| 2    | ■東北本線 | 下行 | 郡山方向 |

## 相鄰車站
東日本旅客鐵道
■東北本線
白河－久田野－泉崎

## 外部連結
- （日語）久田野車站（JR東日本） （页面存档备份，存于）